# Henri Simon-Dubuisson
Henri Simon-Dubuisson, né le 26 avril 1912 à Cherbourg, mort le 15 novembre 1972 à Caen, est un officier qui s'illustre dans les Forces navales françaises libres pendant la Seconde Guerre mondiale, à bord du sous-marin Rubis puis au commandement de la Minerve et de la Doris. Il est Compagnon de la Libération.

## Biographie
Henri Simon-Dubuisson naît à Cherbourg dans la Manche le 26 avril 1912 ; il est le fils d'un matelot.
Engagé dans la Marine en 1931, il devient aspirant en 1934 puis enseigne de vaisseau de 1re classe en 1939. À cette époque, il est troisième officier sur le sous-marin Rubis.
Pendant la Seconde Guerre mondiale, le Rubis est mis à disposition des autorités britanniques, pour l'expédition de Norvège. Lorsqu'il est de retour à Dundee le 30 juin, l'armistice a été signé et l'Appel du 18 Juin a eu lieu. Les autres navires sont saisis par les Britanniques ; l'équipage du Rubis est laissé libre de choisir son camp. La quasi-totalité de l'équipage choisit de rallier les Forces françaises libres.
Il devient officier en second du navire en mai 1941, et participe aux opérations de guerre du Rubis, poseur de mines. Il reçoit deux citations pour « son calme, son sang-froid et sa parfaite connaissance du matériel de mine ». Continuant à mouiller des mines, le Rubis est endommagé en août 1941 lorsqu'il tire une torpille sur un cargo qui explose ; il rentre à Dundee escorté par des avions de la RAF et des navires d'escorte. Il alterne alors les campagnes de minage et les réparations.
Pendant une période de réparation du Rubis, en octobre 1942, Henri Simon-Dubuisson prend le commandement du sous-marin Minerve. Il supervise se remise en état et mène des opérations avec la Minerve jusqu'à ce qu'elle soit endommagée par erreur par un avion allié et la désarme en décembre 1943.
Il est commandant de la Doris en janvier 1944. C'est un sous-marin neuf, cédé par les Britanniques, avec lequel il termine la guerre. Il quitte son commandement en 1945.
Henri Simon-Dubuisson aura passé plus de cinq années d'opérations de guerre dans les sous-marins, décoré et cité deux fois par la Royal Navy. Il est créé Compagnon de la Libération par le décret du 17 novembre 1945.
Après-guerre, il est professeur aux écoles de marine en 1946. Lieutenant de vaisseau, il prend en juin 1947 le commandement du sous-marin 471 (Mille).
Il quitte la Marine un an après et devient officier de la marine marchande britannique, basé au port de Dundee.
Henri Simon-Dubuisson meurt le 15 novembre 1972 à Caen. Il est inhumé à Cherbourg.

## Hommages et distinctions

### Distinctions
Les principales distinctions de Henri Simon-Dubuisson sont :
- Chevalier de la Légion d'honneur ;
- Compagnon de la Libération, par décret du 17 novembre 1945 ;
- Croix de guerre 1939-1945, avec deux citations ;
- Distinguished Service Cross (Royaume-Uni).

### Autres hommages
- Son nom figure sur la grande stèle commémorative des compagnons de la Libération, au musée de l'Armée, à Paris.